# 布里地区迈松塞勒
布里地区迈松塞勒（法語：Maisoncelles-en-Brie，法語發音：[mɛzɔ̃sɛl ɑ̃ bʁi] ⓘ）是法国法蘭西島大區塞纳-马恩省的一个市镇，属于莫城区。 

## 地理
布里地区迈松塞勒（48°51'48"N, 2°59'26"E）面积13.57 平方千米，位于法国法蘭西島大區塞纳-马恩省，该省份为法国北部内陆省份，北起瓦兹省，西接埃松省、马恩河谷省、塞纳-圣但尼省和瓦兹河谷省，南至卢瓦雷省，东南接约讷省，东临马恩省和奥布省，东北接埃纳省。
与布里地区迈松塞勒接壤的市镇（或旧市镇、城区）包括：波默斯、桑西、克雷西-拉沙佩勒、日尔穆捷、盖拉尔、拉欧特迈松。

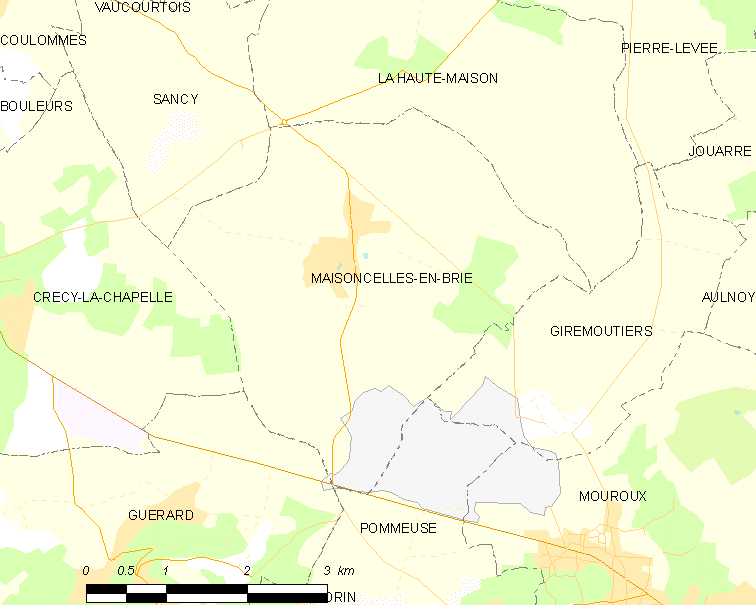
布里地区迈松塞勒的OSM定位图

布里地区迈松塞勒的时区为UTC+01:00、UTC+02:00（夏令时）。

## 行政
布里地区迈松塞勒的邮政编码为77580，INSEE市镇编码为77270。

## 政治
布里地区迈松塞勒所属的省级选区为库洛米耶县。

## 人口

1962-2008年间布里地区迈松塞勒人口变化图示

布里地区迈松塞勒于2022年1月1日时的人口数量为967人。